# La quercia dei giganti
La quercia dei giganti (Tap Roots) è un film del 1948 diretto da George Marshall.
È un film drammatico a sfondo western statunitense con Van Heflin, Susan Hayward e Boris Karloff. È basato sul romanzo del 1942  Tap Roots di James Street. È ambientato durante la guerra di secessione americana negli anni 1860 ed è molto liberamente ispirato alla vera storia della vita di Newton Knight, proprietario di un podere che tentò di staccare la contea di Jones dallo Stato del Mississippi onde evitare l'impegno nel conflitto.

## Trama
La famiglia Dabney possiede una grande piantagione a Levington, nel Mississippi, ma la guerra civile americana minaccia di scoppiare. Morna Dabney, suo padre Hoab e suo nonno Big Sam sono determinati a rimanere neutrali durante il conflitto nonostante le convinzioni opposte di Clay McIvor, un ufficiale confederato fidanzato con Morna. L'intera famiglia raduna la popolazione della contea per formare uno stato neutrale, sostenuto dal giornalista locale, Keith Alexander. Nel 1861 scoppia la guerra. L'esercito confederato non accetta la neutralità di Levington e con Clay al comando e  i confederati decidono di attaccare la contea...

## Produzione
Il film, diretto da George Marshall su una sceneggiatura di Alan Le May e, per alcuni dialoghi addizionali, di Lionel Wiggam su un soggetto di James H. Street (autore del romanzo), fu prodotto da Walter Wanger per la Universal International Pictures tramite la Walter Wanger Productions e girato nel Great Smoky Mountains National Park a Gatlinburg, Tennessee, e nella zona delle Great Smoky Mountains, in Carolina del Nord, dal 3 giugno a metà agosto 1947.

## Distribuzione
Il film fu distribuito con il titolo Tap Roots negli Stati Uniti dal 25 agosto 1948 (première a Philadelphia il 14 luglio 1948) al cinema dalla Universal Pictures.
Altre distribuzioni:
- in Australia il 2 dicembre 1948
- in Svezia il 10 gennaio 1949 (De stredo för sin rätt)
- in Danimarca il 1º ottobre 1949 (Den fagre jord)
- in Spagna il 24 ottobre 1949 (Raíces de pasión)
- in Finlandia il 28 ottobre 1949 (Lunastettu maa)
- in Portogallo il 23 marzo 1950
- in Germania Ovest il 6 aprile 1951 (Das Tal der Leidenschaften)
- in Austria il 17 agosto 1951 (Das Tal der Leidenschaften)
- in Giappone il 15 febbraio 1952
- in Italia (La quercia dei giganti)
- in Francia (Le sang de la terre)
- in Grecia (O apostatis)
- in Brasile (Paixão e Sangue e Raízes da Paixão)
- in Portogallo (Raízes Fortes)

## Critica
Secondo il Morandini il film è un "dramma avventuroso di largo respiro" con cui il regista "ha quasi centrato il bersaglio".

## Promozione
La tagline è: "When she lost her lover...her sister gained one!".